# Давидов Іван Єгорович
Іва́н Єго́рович Дави́дов (рос. Иван Егорович Давыдов; * 14 лютого 1926, Алферовка — † 11 березня 1977, Київ) — радянський офіцер, Герой Радянського Союзу (1971), льотчик-випробувач ОКБ О. К. Антонова, полковник.

## Життєпис
Народився 14 лютого 1926 року в селі Алферовка (нині Абдулинського району Оренбурзької області). Росіянин. Закінчив 7 класів школи. З 1939 року жив в місті Кемерово. Закінчив Кемеровський будівельний технікум. Працював на заводі.
У армії з листопада 1943 року. У 1944 році закінчив 52-у школу молодших авіаційних фахівців при Омській військовій авіаційній школі льотчиків і до липня 1947 року служив авіамеханіком-мотористом в Омському військовому авіаційному училищі льотчиків. У 1950 році закінчив Омське військове авіаційне училище льотчиків і до 1955 року був в нім льотчиком-інструктором. У 1957 році закінчив Школу льотчиків-випробувачів.
У 1957—1973 роках — льотчик-випробувач ОКБ О. К. Антонова. Підняв в небо і провів випробування транспортного літака Ан-10 з моторами АЇ-20К (у 1957—1958 роках), сільськогосподарського літака Ан-2М (у 1964 році), аерофотознімального літака Ан-30 (у 1967—1968 роках). Провів випробування літаків Ан-12ПЛ, Ан-12БК, Ан-22 «Антей». Виконав випробування Ан-24 на міцність (грубі посадки); випробування важких літаків Ан-8, Ан-10, Ан-12 і Ан-24 на режимах звалювання. У 1966—1967 роках встановив 27 світових авіаційних рекордів вантажопідйомності на літаку Ан-22 «Антей».
За мужність і героїзм, проявлені при випробуванні нової авіаційної техніки, полковникові Давидову Івану Єгоровичу Указом Президії Верховної Ради СРСР від 26 квітня 1971 року присвоєне звання Героя Радянського Союзу з врученням ордена Леніна і медалі «Золота Зірка» (№ 11405).

Надгробок Івана Давидова

З травня 1973 — у відставці. Після відходу з льотної роботи продовжував трудитися в ОКБ О. К. Антонова старшим інженером. Жив в місті Київ. Помер 11 березня 1977 року. Похований в Києві, на Лук'янівському військовому кладовищі.

## Звання, нагороди
Заслужений льотчик-випробувач СРСР (1967), полковник (1967). Нагороджений двома орденами Леніна, двома орденами Червоної Зірки, медалями.